# Hagby, Kalmar kommun
Hagby är en tätort i Kalmar kommun i Kalmar län och kyrkbyn i Hagby socken.
Hagby är ett långsträckt samhälle som genomkorsas av den gamla landsvägen mellan Kalmar och Blekinge. Hagby kyrka ligger i södra Hagby.

## Befolkningsutveckling
| Befolkningsutvecklingen i Hagby 1960–2020 | Befolkningsutvecklingen i Hagby 1960–2020 | Befolkningsutvecklingen i Hagby 1960–2020 | Befolkningsutvecklingen i Hagby 1960–2020 | Befolkningsutvecklingen i Hagby 1960–2020 |
| ----------------------------------------- | ----------------------------------------- | ----------------------------------------- | ----------------------------------------- | ----------------------------------------- |
|                                           |                                           |                                           |                                           |                                           |
| År                                        |                                           |                                           | Folkmängd                                 | Areal (ha)                                |
| 1960                                      | 1960                                      |                                           | 433                                       |                                           |
| 1965                                      | 1965                                      |                                           | 466                                       |                                           |
| 1970                                      | 1970                                      |                                           | 485                                       |                                           |
| 1975                                      | 1975                                      |                                           | 536                                       |                                           |
| 1980                                      | 1980                                      |                                           | 643                                       |                                           |
| 1990                                      | 1990                                      |                                           | 621                                       | 175                                       |
| 1995                                      | 1995                                      |                                           | 642                                       | 177                                       |
| 2000                                      | 2000                                      |                                           | 621                                       | 177                                       |
| 2005                                      | 2005                                      |                                           | 651                                       | 192                                       |
| 2010                                      | 2010                                      |                                           | 689                                       | 194                                       |
| 2015                                      | 2015                                      |                                           | 871                                       | 274                                       |
| 2020                                      | 2020                                      |                                           | 834                                       | 267                                       |
| Anm.: Införlivade 2015 Kolboda            |                                           |                                           |                                           |                                           |